# Jiří Petr

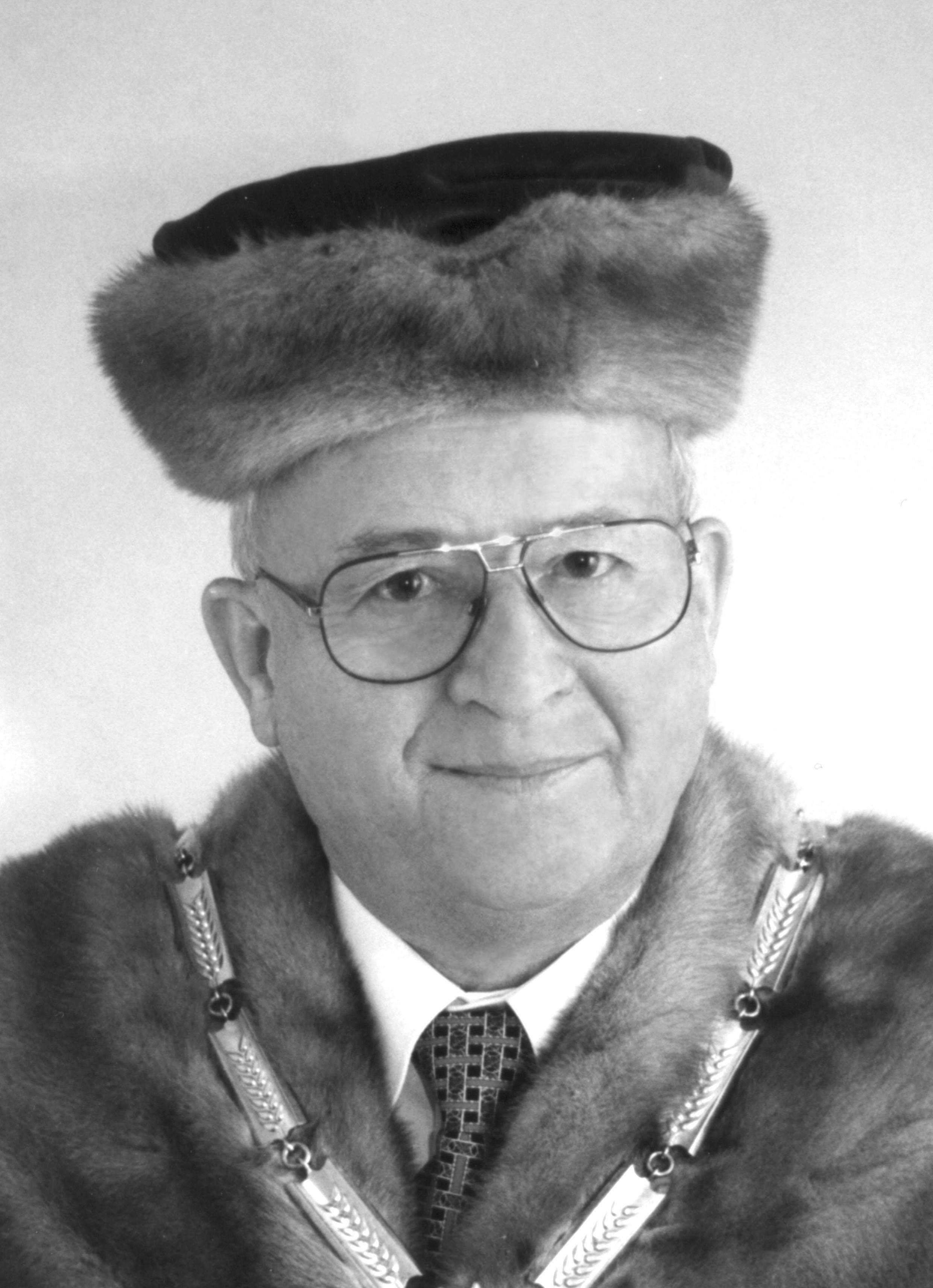
Jiří Petr (1994)

Jiří Petr (* 13. Mai 1931 in Hradec Králové; † 12. November 2014 in Prag) war ein tschechischer Agrarwissenschaftler. Er war Professor für Pflanzenbau und Rektor Emeritus der Tschechischen Agraruniversität Prag.

## Leben
Petr erhielt eine Schulausbildung mit Abitur in Broumov und begann sein Studium an der Technischen Hochschule Prag in der Fakultät für Landwirtschaft und Forst im Fachgebiet Pflanzenproduktion. Nach seinem Abschluss als Dipl.Ing Agr. war er postgradualer Student im Bereich des Speziellen Pflanzenbaus mit Studienaufenthalten in Moskau, am Rothamsted Research und in Halle (Saale). Als Kandidat der Landwirtschaftswissenschaften (CSc) mit Praktika in Norwegen, Schweden, England, Deutschland, Frankreich, Österreich und Spanien erfolgte seine Promotion zum Dr.agr. mit der Dissertation zur Biologie der böhmischen Wechselweizensorten. Seine Habilitation befasste sich mit Studien zur photoperiodischen Reaktion von Getreide und Leguminosen. Nach seiner Veröffentlichung Ertragsbildung in Getreide übernahm er als Dozent bzw. als außerordentlicher Professor Lehraufgaben für Pflanzenbau. Ordentlicher Professor für Pflanzenbau wurde Petr 1989; 1990 wurde er zum Rektor der Tschechischen Agraruniversität Prag (CZU) gewählt.
Von 1990 bis 1994 war er Rektor der CZU; unmittelbar nach seinem Amtsantritt vereinbarte er Kooperationen mit EU-Universitäten, führte westeuropäische Sprachen ein und erteilte Lehraufträge an Wirtschaftsfachleute aus Westeuropa. Dadurch schuf er die Grundvoraussetzungen für das hohe internationale Ansehen der Universität in Prag-Suchdol das sein Nachfolger Jan Hron weiter ausbaute.
Von 1990 bis 2010 war er Herausgeber und Schriftleiter der Wissenschaftszeitschrift; Scientia Agriculturae Bohemia. Er erhielt zahlreiche wissenschaftliche Auszeichnungen u. a. von der Mendel-Universität Brünn, der Agraruniversität Nitra, der Universität in Budweis und der Tschechoslowakischen Akademie der Wissenschaften; 1999 erhielt er seine Ehrenpromotion zum Dr. h. c. an der Schwedischen Universität für Agrarwissenschaften in Uppsala.